# Charles Jean Louis Delastre
Charles Jean Louis Delastre, né le 17 novembre 1792 à Paris et mort le 17 août 1859 à Poitiers, est un avocat et un botaniste français.
Il est maire de Saint-Benoît et sous-préfet de Loudun, de Gien et de Melle. Il fait paraître une Flore analytique et description du département de la Vienne... (Meilhac, Paris, 1842).

## Source
- Jean Dhombres (dir.) (1995). Aventures scientifiques. Savants en Poitou-Charentes du XVIe au XXe siècle. Les éditions de l’Actualité Poitou-Charentes (Poitiers) : 262 p.  (ISBN 2-911320-00-X)